# Chittenango
Chittenango es una villa ubicada en el condado de Madison en el estado estadounidense de Nueva York. En el año 2000 tenía una población de 4,855 habitantes y una densidad poblacional de 767.7 personas por km².

## Demografía
Según la Oficina del Censo en 2000 los ingresos medios por hogar en la localidad eran de $43,750, y los ingresos medios por familia eran $50,179. Los hombres tenían unos ingresos medios de $34,787 frente a los $25,902 para las mujeres. La renta per cápita para la localidad era de $20,014. Alrededor del 6.2% de la población estaban por debajo del umbral de pobreza.